# Kuczera (nazwisko)
Kuczera – polskie nazwisko. Na początku lat 90. XX wieku w Polsce nosiły je 3434 osoby, według nowszych, internetowych danych noszą je 3847 osoby. Nazwisko pochodzi od słowa kuczer i jest najbardziej rozpowszechnione w południowo-zachodniej Polsce.

## Znane osoby noszące to nazwisko
- Jerzy Kuczera (ur. 1951) – polski aktor teatralny, filmowy i telewizyjny;
- Piotr Kuczera (judoka) (ur. 1995) – polski judoka;
- Piotr Kuczera (polityk) (ur. 1977) – polski samorządowiec i nauczyciel.